# سیاست کنش خشونت‌پرهیز
سیاستِ کُنشِ خشونت‌پرهیز کتاب ۳ جلدی علوم سیاسی و نوشته جین شارپ است که اولین بار در سال ۱۹۷۳ در ایالات متحده منتشر شده‌است. شارپ یکی از ناثیرگذارترین نظریه‌پردازان در زمینه کنش بی‌خشونت است؛ و نشریات وی در مبارزات و در سراسر جهان تأثیرگذار بوده‌است. این کتاب شامل تجزیه و تحلیل بنیادی از ماهیت قدرت سیاسی و محتوی روش‌ها و پویش‌های کنش بدون خشونت است. این کتاب بازنگری و بازنویسی کامل از تز دکتری نویسنده آن در دانشگاه آکسفورد در سال ۱۹۶۸ است.